# Дюфур, Гийом-Анри
Дюфур, Гийом-Анри (фр. Guillaume-Henri Dufour; 15 сентября 1787 года—14 июля 1875 года, Женева) — офицер швейцарской армии, инженер-мостостроитель, топограф. Начал службу при Наполеоне I, основал Швейцарское федеральное топографическое ведомство и был его первым президентом с 1838 по 1865 годы. В его честь названа самая высокая точка Швейцарии — Пик Дюфур.
Был членом Женевского благотворительного общества «Женевский союз по поддержанию общественного блага». 17 февраля 1863 года вошел в состав «Международного комитета помощи раненым», образованного пятью членами Общества. Этот орган позже стал известен как Международный комитет Красного Креста.

## Карьера
Отец Дюфура, Бенедикт, женевский часовщик и фермер, отправил его в женевскую школу, где он обучался рисованию и медицине. В 1807 году Дюфур отправился в Париж для поступления в Политехническую школу, военную академию. Он изучал начертательную геометрию под руководством известного математика Жана Никола Пьера Ашетта (фр. Jean Nicolas Pierre Hachette) и получил диплом в 1809 году, продолжая изучать военную инженерию в École d’Application. В 1810 году он был отправлен на помощь в защите Корфу от англичан, и Дюфур провёл своё время, зарисовывая на карте старые укрепления острова.
К 1814 году он вернулся во Францию и был награждён крестом Ордена Почётного легиона за восстановительные работы на фортификациях у Лиона. В 1817 году он вернулся в Женеву для того, чтобы стать командиром военных инженеров кантона Женева в качестве профессора математики в университете Женевы. Его обязанности включали подготовку карты кантона.
В ходе гражданской войны в Швейцарии в ноябре 1847 года Дюфур командовал войсками Швейцарского союза, действовавшими против войск Зондербунда, одержав быструю и решительную победу над ними.
В 1863 года Дюфур вошёл в «Международный комитет помощи раненым», ставший впоследствии прообразом Международного комитета Красного Креста.
Похоронен на женевском кладбище Королей.

## Память
В честь Анри Дюфура в Женеве, на Новой площади (Плас де Неф) установлен памятник в виде конной скульптуры. Сидящий на коне генерал в мундире держит одну руку поднятой, символизируя как свою честную службу отечеству, так и благожелательность к согражданам.